# Meta Diestel
Meta Henriette Maria Alwine Diestel (* 17. Juni 1877 in Tübingen; † 24. April 1968 in Korntal) war eine deutsche Oratorien- und Kantatensängerin (Stimmlage Alt), Gesangspädagogin, Singleiterin und Wohltäterin. Die königliche Kammersängerin war in den USA ebenso wie in England, Italien und der Schweiz berühmt.

## Leben
Meta war das jüngste von sechs Kindern des Professors der Theologie Ludwig Diestel und seiner Ehefrau Emilie Diestel (geb. Delius). Der Vater starb, als sie zwei Jahre alt war, und es ging äußerst knapp in der großen Familie zu (Grüneisen 1982, S. 128). Ausgebildet wurde die Altistin am Stuttgarter „Konservatorium für Musik“ (heute: Staatliche Hochschule für Musik und Darstellende Kunst Stuttgart), das ihr nach zwei Jahren die „Fähigkeiten einer Konzertsängerin und Klavierlehrerin für die Mittelklasse zusprach“. In den folgenden Jahren reiste sie durch viele Länder und erwarb sich insbesondere als Bachsängerin, oft zusammen mit Karl Erb, einen hervorragenden Ruf. Sie galt bald als bedeutendste Oratorienaltistin ihrer Generation. Während des Ersten Weltkrieges gab die Künstlerin Frontkonzerte und sang in Lazaretten. Des Weiteren ersang sie in deutschen Städten und Dörfern  und im Ausland Butter, Eier, Milch und Textilien für Kinderheime, Kindergärten oder Familien. Aus der Königlichen Kammersängerin wurde über Nacht die 'Speisekammersängerin', wie sie sich gern nannte (Grüneisen 1982, S. 128). Ferner beteiligte sie sich an der Gründung (1917) einer Mütterschule in Stuttgart, der ersten Deutschlands.
Nach 1918 engagierte sich die Sängerin verstärkt in ehrenamtlicher Wohlfahrtspflege innerhalb der evangelischen Kirche, wobei sie durch das sog. Müttersingen viele Frauen die Freude am Lied lehrte. In den Hungerjahren unmittelbar nach dem Krieg und während der Inflation gab sie Konzerte und sang für Obst, Rüben, Spreu für Kinderbettchen, Stoffe und dergleichen. Allein in den USA gab sie 1923 in 108 Tagen 130 Konzerte für Trockenmilch, die tonnenweise an deutsche Kinderheime geschickt wurde. Nach dem Zweiten Weltkrieg setzte sie sich unermüdlich vor allem für Frauen und kinderreiche Familien in der DDR ein und unterstützte evangelische Diasporagemeinden in Österreich.
Bischof Otto Dibelius, der zu ihren Freunden und Bewunderern gehörte, wies in seinem Geleitwort zu der von Meta Diestel publizierten Autobiographie hin, wie bedeutsam das Leben der Sängerin für ungezählte Menschen war:
Das war schon an der Sängerinnen-Laufbahn Meta Diestels das Besondere, dass man nicht nur bewunderte, wie sie sang, vornehm und schlicht, warm und durchdacht, sondern dass man ihr, wenn sie in den großen Oratorien mitwirkte, auch glaubte, was sie sang. Das hat ihr die Herzen der Ernstesten und Besten gewonnen. Noch heute ist es unvergessen. Und dann ist diese ganze, große Künstlerschaft eingemündet in einen freien und selbständigen Dienst an der Kirche und hat in unnachahmlich persönlicher Art die moderne Singbewegung aufgenommen. Wer das einmal miterlebt hat, wie diese Frau vor eine Versammlung von 300 oder 600 oder 800 Frauen trat, wie unter ihrem Wort und unter ihrer fortreißenden Leitung die gleichgültigen, sorgenvollen, vielfach stumpf gewordenen Gesichter sich allmählich erhellten, sich immer mehr auflockerten, bis zum Schluss der Singstunde lauter fröhliche Menschen in einen froh bewegten Lobgesang einstimmten – der vergisst das nicht wieder. Hier geschah Seelsorge großen Stils. Was Meta Diestel einst in den Jahren des Krieges und der schweren Inflationszeit für die deutschen Soldaten in den Lazaretten getan hat, war viel und soll ihr nicht vergessen werden. Aber was sie im letzten Abschnitt ihres Lebens als Volksseelsorgerin getan hat, war und ist noch mehr. Es war die Krönung eines gesegneten Lebenslaufs (zit. n. Diestel 1952, S. 5 f).
Nicht vergessen werden darf Meta Diestels enormer Einsatz für den konfessionell gebundenen „Bayerischen Mütterdienst“, gegründet (1933) und geleitet von Antonie Nopitsch. Zur NS-Mütterarbeit hielt sie Distanz. Ungezählt sind ihre Singstunden mit den Müttern in den verschiedenen Erholungsheimen oder mit den ehrenamtlichen Mitarbeiterinnen auf den jährlichen Arbeitstagungen des Mütterdienstes. Diesbezüglich arbeitete sie eng mit der Theologin Maria Weigle zusammen. Dadurch eröffnete sich für die Sängerin eine für sie völlig neue Art des Umgangs mit der Heiligen Schrift:
Sie erfuhr, dass die altbekannten biblischen Geschichten, deren Wortlaut oft nur allzu bekannt am Ohr vorüberrauschte, mit einem Mal neu, fremdartig, faszinierend wirkten und dass ihre Aussage traf. Aus Erbauung war Lebenshilfe geworden, aus Bibelstunde Bibelarbeit. Auch Laien wagten, Fragen zu stellen, und versuchten, in gemeinsamem Gespräch Antworten zu finden, die oft ganz anders ausfielen, als man es bisher gewohnt war. Meta Diestel war begeistert und fing sofort an zu überlegen, wie man diese Methode auch auf die Lieder, die sie mit den Frauen sang, anwenden könnte, insbesondere auf die Choräle. 'Wenn ich nur die Liedtexte so erklären könnte, wie Maria Weigle die Bibeltexte!' Singen als Verkündigung, gesungenes Evangelium – darin sah sie von jetzt an ihre Aufgabe (Nold/Pflug o. J, S. 15).
Zirka 1955 zog sich Meta Diestel aus der aktiven kirchlichen Arbeit zurück. Sie litt an einer schweren Herzerkrankung. Trotzdem engagierte sie sich weiterhin in sozialer Hilfe und organisierte beispielsweise – selbst als Bettlägerige – Paketsendungen in die DDR oder unterstützte ein Säuglings-/Kleinkinderheim in Österreich. Letztgenannte Einrichtung ist heute ein Behindertenförderheim der Diakonie de La Tour und trägt den Namen von Meta Diestel.
Sie lebte in einer Lebensgemeinschaft mit ihrer Freundin Heidi Denzel und blieb kinderlos.
Für ihre künstlerischen und sozialen Verdienste wurde die Künstlerin 1957 mit dem Großen Bundesverdienstkreuz gewürdigt.
Meta Diestel liegt auf dem Alten Friedhof in Stuttgart-Degerloch begraben.

## Werke
- Mutters Hausorchester: ein Büchlein vom Müttersingen. Frauenwerk der Deutschen Evangelischen Kirche in Bayern, Nürnberg 1935.
- Das Singen und die Bibelarbeit. In: Maria Weigle: Bibelarbeit, Bd. 1: Methodik der Bibelarbeit mit Frauen. Stiftungsverlag, Potsdam 1938.
- Verkündigung im Lied und durch das Lied. In: Die christliche Kinderpflege, 1940, S. 138–145.
- Ein Herz ist unterwegs. Aus Leben und Arbeit. Laetare-Verlag Nürnberg 1952.
- Vom Müttersingen. Evangelische Frauenhilfe in Württemberg, Stuttgart [ca. 1960].